# 扇形凤尾藓
扇形凤尾藓（学名：Fissidens flabellulus）为凤尾藓科凤尾藓属下的一个种。

## 扩展阅读
- 維基物種上的相關：扇形凤尾藓